# Kalle Jalkanen
Kalle Jalkanen (Suonenjoki, 10 maggio 1907 – Lempaala, 5 settembre 1941) è stato un fondista finlandese.

## Biografia
Debuttò in campo internazionale ai IV Giochi olimpici invernali di Garmisch-Partenkirchen 1936, vincendo l'oro nella staffetta e classificandosi 12º nella 18 km. In carriera partecipò a tre edizioni dei Campionati mondiali, vincendo quattro medaglie. Non ottenne invece alcun titolo nazionale, né ai Campionati finlandesi né al Trofeo del Salpausselkä. Chiuse la sua carriera ai Mondiali di Zakopane 1939 con il quarto posto nella 18 km.
Richiamato alle armi a causa dell'invasione sovietica della Finlandia, cadde nel corso della Guerra di continuazione, vittima di una mina mentre era in missione - con il grado di caporale - in Ingria, a Lempäälä (l'odierna Lembolovo, in Russia).

## Palmarès

### Olimpiadi
- 1 medaglia, valida anche ai fini iridati:
  - 1 oro (staffetta a Garmisch-Partenkirchen 1936)

### Mondiali
- 4 medaglie, oltre a quelle conquistate in sede olimpica e valide anche ai fini iridati:
  - 1 oro (50 km a Lahti 1938)
  - 2 argenti (18 km, staffetta a Chamonix 1937)
  - 1 bronzo (18 km a Lahti 1938)